# Dunbaria glandulosa
Dunbaria glandulosa là một loài thực vật có hoa trong họ Đậu. Loài này được (Dalzell & A.Gibson) Prain miêu tả khoa học đầu tiên.